# Concepción (miasto w Kostaryce)
Concepción – miasto w Kostaryce; w prowincji San José.

## Geografia
Concepción ma powierzchnię 3,8 km² i leży na wysokości 1350 metrów nad poziomem morza.

## Demografia
W 2011 roku miasto Concepción liczyło 16 515 mieszkańców.

## Transport

### Transport drogowy
Przez Concepción biegną następujące drogi krajowe:
- Droga krajowa nr 202
- Droga krajowa nr 221